# Malacocis brevicollis
Malacocis brevicollis är en skalbaggsart som först beskrevs av Thomas Casey 1898.  Malacocis brevicollis ingår i släktet Malacocis och familjen trädsvampborrare. Inga underarter finns listade i Catalogue of Life.